# 聖PCハイスクール
『聖PCハイスクール』（セイントピーシーハイスクール）は、1992年4月7日から同年9月29日までテレビ東京系列局で放送されていたバラエティ番組（ゲーム番組）である。テレビ東京とFOUR GRAM VISUAL DEPARTMENTの共同製作。全26回。ハドソンの一社提供。放送時間は毎週火曜 18:00 - 18:30 （日本標準時）。

## 概要
前番組『大竹まことのただいま!PCランド』の内容をある程度踏襲していた番組。PCエンジンのゲームソフトを取り扱うという名目は変わらなかったが、各コーナーを時間割単位にして「○時間目」と呼称することで学園モノ路線を演出し、前番組との差別化を図っていた。
番組は、おおむね冒頭のフリートークと、さまざまなゲームジャンルを教材にして授業を行う「バラエティー枠」（大抵が2時間目まで）、番組中盤のミニコーナー、そしてPCエンジンのゲームを紹介する「ゲーム枠」で構成されていた。しかし、各枠ともに明確な区切りが無く、コーナーの段取も1つを除いて明確に固定されていなかったため、突発的に始まることが多かった。バラエティー枠では大抵の場合、教頭役の渡辺浩弐が現れて各回の学習テーマを提供していたが、結局は何の脈絡も無いフリートークで終わってしまうことが多かった。また、ゲーム枠に割かれる時間は微々たるもので、番組全体の1/4にも満たなかった。
番組後期には教頭不在が目立ち、ゲームとは無関係なアイドル重視の内容へと移行。以来、マスコットキャラクターである「PC君」が新作ゲームを紹介する3、4分ほどのミニコーナーが唯一のゲーム枠となり、おまけ程度の扱いになってしまった。
後継番組の『そのまんま東のバーチャル情報局』は、再び子供向けのゲームバラエティ番組へと回帰している。

## 出演者
竹井輝彦
担任教師役。番組全体の進行を担当。もともと番組側は森脇健児にオファーしたが森脇が多忙のため辞退。
渡辺浩弐
先生（第8回まで）→教頭（第9回以降）。学習テーマの提供・解説を担当。また、他コーナーにて新作ソフト紹介・解説も担当していた。
生徒
- Qlair（今井佐知子・井ノ部裕子・吉田亜紀）
- momoco
  - 浅山美月・菊地奏衣
  - 片野礼美・伊藤仁美（第8回まで）
- 宍戸留美（第9回以降）

主にパネラーとして出演。Qlairは「アイドルドキドキ大作戦」、Qlairと宍戸は「聖PC校内ニュース」も担当していた。
PC君
声：難波圭一（ナレーター兼任）
ひ弱そうな外見の番組マスコット。「ヘコヘコ」「〜でヤンス」が口癖。

### momoco
momocoはこの番組限定のユニットである。
当初は4人組で、番組の構成上からランダムで3人が出演していた。片野と伊藤は第8回で降板し、浅山と菊池に固定された。なぜか菊池のみが前期オープニングの出演者紹介に登場しなかった。
ちなみに浅山と菊池はFairy Taleという3人組ユニットのメンバーであり、2人は後にTiaraというユニットを組んで活動する。

## コーナー

### ミニコーナー
アイドルドキドキ大作戦
Qlairのメンバーのいずれかが街へ出向き、一般人に対して些細ないたずらを実行する模様を放送。いたずらの内容は「突撃階段チョコレート」「自販機ジュースの横取り購入」「信号待ち膝カックン」など。さして実害の無いものから、相手によっては大きな騒動になりかねないものも含まれていた。担当者の紹介時には、ゲーム画面を模した映像でキャラ選択される演出があった。

### ゲーム枠
渡辺教頭の特別講座
新作のゲームソフト1本にスポットを当てて解説するコーナー。ゲームの話題のみで構成された唯一の枠である。紹介タイトルは渡辺の独断とされていたが、実際には発売が近く、スポンサーも推している物が選ばれていた。中期からは、視聴者からの要望に応えて急遽紹介タイトルの変更をしたり、自ら率先してファンレターの募集をしたりとかなり私的なコーナーになり、渡辺自身はとても喜んでいた。
聖PC校内ニュース
新作のゲームソフトを数本紹介するコーナー。学園の放送部所属のアイドルたちが紹介するという方式で、番組初期においてはQlairのメンバーが週替わりで担当していたが、後に宍戸を含めた4人が担当するようになり、最終的には宍戸1人に固定された。番組終了間際の数回ではコーナーセットが無くなり、ゲーム画面とPC君のナレーションのみで紹介が行われた。放送時間帯が固定されていた唯一のコーナーである。

## スタッフ
- 構成：渡辺創（前期）、海老克哉（後期）
- ブレーン：渡辺浩弐、北山健司
  - 前期：佐々木正樹、いなにわ勝利
  - 後期：見崎新吾、中野俊成、笹川勇
- SW：吉田政勝（後期のみ）
- 撮影：佐藤徹
- VE：渡辺克則（前期）、山田敏弘（後期）
- 音声：斉藤珠津穂
- 照明：渡辺広美
- 編集：宮森善治（前期）、西沢光紀（後期）/大本隆義（TDKコア＝後のクリエイティヴ・コア）
- MA：堤智治（クロステレビ）
- 音効：柳原英博（佳夢音）
- 技術協力：クロステレビ、IMAGICA（後期のみ）
- 美術制作：北林福夫
- デザイン：金子隆
- 美術進行：武田方征
- 美術協力：フジアール
- スタイリスト：安藤智、ハッピー山川
- 協力：GTV、モモコクラブ
- ディレクター：小川徹、田口真、矢吹光正
- プロデューサー：田中智子（テレビ東京）、矢島浩（OCTOPUS）、北島雅弘（4/g）
- 製作：テレビ東京、4/g FOUR GRAM VISUAL DEPARTMENT

## オープニングテーマ
- 立川亮子「恋人になろうよ」（BAiDiS）
- KUSU KUSU「アクセル」（ポリスター）

## エンディングテーマ
- Qlair「眩しくて」（キューン・ソニー）
- Qlair「秋の貝殻」（キューン・ソニー）
- 井上麻美「青春はちっぽけな僕たち」（ファンハウス）

## エピソード
- 放送開始当初は銀河万丈によるオープニングナレーションがあった。そのナレーションは『時は20世紀末。文明の爛熟期に、とある特別教育機関が設立された。うら若き少女たちだけを集め、来たるべき新世紀を切り拓く知性と肉体の育成を目的としたその学園は、人々に畏敬の念をもってこう呼ばれた。“聖PCハイスクール”』というものだった。
- また第1回、第2回放送のエンディングは、Qlairの3人が学園から帰宅して私服姿になってくつろぐ映像が使われていた。（Qlairの3人が共同生活をしていたという設定だったと思われる）その後は先生役の竹井とQlair他出演者によるエンディングトークに変更されている。
- フリートーク中、ふだん読む雑誌について訊かれたアイドルたちが『オレンジページ』『クロワッサン』とアイドルとして無難な誌名を挙げる中、宍戸が『投稿写真』を挙げた。それを聴いた竹井とスタッフは大爆笑したが、他の出演者たちには不評で、場が微妙な雰囲気になった。
- 吉田と宍戸が言い争いをして収録現場が険悪な雰囲気になり、一時撮影中断にまで追い込まれたことがある。しかし、これは実はドッキリで、司会の竹井を驚かすための企画だった。
- 「アイドルドキドキ大作戦」の撮影は全くのアポなしで行われていたため、現場では様々なハプニングが起こっていた。「おばさんに本気で怒られた」「お兄さんにすごい目つきで睨まれた」などがあり、スタッフは車の中や離れた場所から撮影していて助けてくれなかったなどのエピソードを井ノ部が番組内で暴露していた。
- 1992年当時はまだコスプレが一般に広く認知されていなかった時代であるが、番組は新作紹介で登場した『ロードス島戦記』の世界観を体感すべく、出演者たちが登場キャラのコスプレをするファッションショー企画を行った。
- 新作紹介に『サイレントメビウス』のPCエンジン用ゲームソフトが登場して以来、番組は同ソフトの制作進行状況を「続報」という形で繰り返し紹介していた。進行状況について「現在○%」と付けて伝えるなど宣伝には力を入れていたが、同ソフトは番組の放送期間中に発売されなかったあげく、後に制作中止になっている。
- 番組後期には、野外活動と称してスタジオ外でキャンプをする回があった。この回の企画はアウトドアでの遊び・料理と進行していき、最後のキャンプファイヤーでは出演者たちがそれぞれの持ち歌を披露した。
- 「聖PC校内ニュース」に、当時『ジャンプ放送局』のスタッフだった榎本一夫がスポット出演したことがある。「ゲームのキャラにそっくりな人を募集します。例えば桃電（『桃太郎電鉄』）の貧乏神……」と言ったところ[誰が?]、背後から榎本が貧乏神の格好で出現し、数秒間「ピスピス」（連続ピースサイン）した後に去っていった。その後は「一体なんだったんでしょう今のは……」と言われていた[誰から?]。さくまあきらによると、その当時の『ジャンプ放送局』の企画「榎本、テレビ出演なるか？」の一環で代理店を半年間営業して回り、やっと数秒間出演させることができたという[1]。

## 放送局
- テレビ東京系列各局：同時ネット
  - テレビ東京（制作局）、テレビ北海道、テレビ愛知、テレビ大阪、テレビせとうち、TXN九州
- 青森テレビ：金曜 16:00 - 16:30[2]
- 岩手放送：月曜（日曜深夜）0:20 - 0:50[3]
- テレビユー山形：日曜 7:00 - 7:30[4]
- 東日本放送：金曜 17:00 - 17:30[5]
- 福島テレビ：日曜 10:30 - 11:00[5]
- テレビ新潟：日曜 6:15 - 6:45[6]
- 長野放送：木曜 16:00 - 16:30[7]
- 富山テレビ：金曜 5:55 - 6:25（1992年4月10日スタート）[8]
- 北陸放送：日曜 6:00 - 6:30（1992年4月19日スタート）[9]
- 福井テレビ：火曜 16:25 - 16:55（1992年4月14日スタート）[10]
- テレビ山梨：木曜 16:25 - 16:55[11]
- 静岡第一テレビ：水曜（火曜深夜）1:15 - 1:45[11]／日曜 6:10 - 6:40（再放送）[11]
- 山陰放送：月曜 17:30 - 18:00[12]
- テレビ新広島：水曜 16:30 - 17:00[13]
- テレビ高知：火曜 16:30 - 17:00[14]
- サガテレビ：水曜 16:30 - 17:00[15]
- 長崎放送：土曜 16:25 - 16:55[15]
- テレビ宮崎：土曜 6:30 - 7:00[16]
- 琉球放送：木曜 16:00 - 16:30[17]